# Anneau de la liberté
Anneau de la liberté (Freedom Ring en VO) est un personnage de l'univers Marvel. Il fit sa première apparition dans le périodique Marvel Team-Up n°20 le 3 mai 2006 (avec une date de couverture de juillet 2006). Il a été créé par le scénariste Robert Kirkman et le dessinateur Andy Kuhn. 

## Histoire éditoriale
L'Anneau de la liberté est apparu pour la première fois sous les traits d'un civil, "Curtis Doyle" dans Marvel Team-Up vol. 3 n°20 dans l'arc narratif "Freedom Ring" couvrant cinq numéros. Le personnage adopte l'identité du super-héros l'Anneau de la liberté dans le numéro suivant. Le personnage est présent dans le récit jusqu'au n°24, où il est tué au combat. La série fut annulée au n°25.

## Biographie fictive
De son vrai nom Curtis Doyle, il a trouvé par hasard un anneau fabriqué à partir du Cube cosmique, perdu par Captain America.
Grâce à ce dernier, il peut faire apparaître tout ce qu'il veut dans un rayon de cinq mètres tout autour de lui sans avoir besoin de connaître précisément les caractéristiques de ce qu'il veut faire apparaître. Lorsqu'un objet qu'il a créé sort du rayon d'action de l'anneau, il disparait progressivement (mais pas instantanément). De plus, il lui faut énormément de concentration pour faire apparaître des choses complexes.
Après avoir utilisé les propriétés de l'anneau pour se divertir, il songe à l'utiliser pour aider la justice. Il imagine donc un costume et prend le nom d'Anneau de la liberté. Cependant, sa première altercation avec un super-vilain (L'Abomination) lui laisse de graves blessures, le paralysant à partir de la taille. Il découvrira plus tard que l'anneau peut le guérir. Il retrouvera alors momentanément l'usage de ses jambes. Il s'associera avec son voisin de palier, qui est en fait un skrull chargé d'espionner les terriens et qui a décidé de devenir un super-héros sous le nom de Crusader. Ensemble, il découvrent que si l'anneau a pu guérir les jambes de Curtis, il peut également le renforcer de l'intérieur en le rendant plus agile, plus fort et insensible aux coups.
Une mauvaise version d'Iron Man apparait et met New York à feu, et triomphe de tous les vengeurs. Curtis décide alors d'utiliser le pouvoir de son anneau afin d'aller battre Iron-Maniac. Malheureusement, il sera tué dans l'affrontement en permettant à Captain America d’assommer Iron-Maniac.
On découvre à la fin que Crusader a récupéré l'anneau et l'utilise dans sa carrière solo de super-héros.